# Рапунцель (Дісней)
Рапунцель (англ. Rapunzel) — головна героїня 50-го за рахунком повнометражного анімаційного фільму студії Walt Disney Pictures «Рапунцель: Заплутана історія» (2010) і його короткометражного мультфільму-сиквела «Рапунцель: Щаслива назавжди» (2012). В обох проявах героїня озвучена актрисою і співачкою Менді Мур. На початку першого мультфільму Рапунцель в дитинстві була озвучена актрисою-дитиною Делані Роуз Стейн. В українському прокаті Рапунцель була дубльована Інною Вороновою.
Входить до числа диснеївських принцес. Рапунцель — юна принцеса, була викраденою матінкою Готель у короля і королеви, коли вона була ще малятком. У Рапунцель довге (більше 21 метра) золоте волосся (пізніше коротке каштанове волосся) і великі смарагдово-зелені очі. Вона носить рожево-бузкову сукню. Ходить босоніж. За національністю швидше за все німкеня.
Рапунцель десята офіційна принцеса Діснея, і також перша принцеса Дісней, чий фільм отримав рейтинг PG (рекомендується присутність батьків), і перша принцеса Дісней з тривимірного мультфільму.

## Створення персонажа

### Походження і концепція
У 1996 році, працюючи на «Тарзаном», аніматор Глен Кін почав думати про ідею адаптації класичної казки братів Грімм «Рапунцель» в черговий повнометражний мультфільм студії Disney.

### Волосся
Рапунцель є першою діснеївською героїнею-блондинкою починаючи з Аврори з мультфільму «Спляча красуня». Анімація волосся Рапунцель за допомогою комп'ютерної графіки була визнана як одна з найскладніших сторін у процесі розробки мультфільму «Рапунцель: Заплутана історія». Довжина золотистих волосся Рапунцель — 70 футів (більше 21 метра), в них більше 100 000 окремих локонів. Щоб передати на екрані рух волосся, була розроблена спеціальна програма Dynamic Wires. Раніше нікому в анімації не доводилося малювати таку кількість волосся, і ні одна головна героїня в історії кіно не носила на голові таку розкішну зачіску. Для створення відчуття живих волосся знімальна група анімувала 147 моделей різної структури, з яких у підсумку вийшло 140 000 окремих пасом. При цьому комп'ютерний інженер Келлі Ворд (одна з трьох фахівців, які працювали над створенням програми для промальовування рухів волосся Рапунцель і інших персонажів фільму) захистила дисертацію з комп'ютерної анімації волосся і щільно займалася цим питанням протягом останніх 10 років. Вона вважається одним з головних експертів у цій області.

Ранній концепт-арт Рапунцель

### Озвучення
Спочатку, бродвейська актриса Крістін Ченовет була обрана на роль Рапунцель. Одночасно, хоч і ненадовго, режисери мультфільму взяли на роль актрису Різ Візерспун, однак, вона незабаром покинула проект, пославшись на творчі розбіжності з кінорежисерами. Після сотень прослуховувань, режисери нарешті вирішили взяти на роль актрису і співачку Менді Мур, тому що, згідно директору мультфільму Байрону Говарду, у неї є така велика душа в голосі", а також «практичне якість дівчини по сусідству, що дає їй все на що можна сподіватися в діснеївській героїні». Роль Рапунцель в дитинстві була озвучена дитиною-актрисою Делані Роуз Стейн.
Мур «зросла на діснеївських фільмах», описуючи можливість озвучити мультфільм Disney було «межею її мрій». Спочатку, у неї були невеликі наміри прослуховуватися на роль Рапунцель, оскільки актриса знала що буде велика конкуренція, і боялась, що не пройде проби.

## Фільми

### Рапунцель: Заплутана історія
Одного разу вагітна королева важко захворіла, і щоб її вилікувати потрібна була чарівна Золота Квітка, зцілює від усіх хвороб і повертає молодість. Коли цю Квітка було знайдено, з неї зварили зілля і напоїли ним хвору королеву. І Королева одужала. Незабаром у неї народилася дочка на ймення Рапунцель.
Але не тільки Королеві потрібна була чарівна сила Золотої Квітки. Багато років жінка на ймення Готель користувалася магією рослини, виконуючи пісню. Коли народилася Рапунцель, вона прийшла в замок, щоб знову омолодитися. Матінка хотіла відрізати пасмо волосся новонародженої в цілях користуватися нею, як квіткою, але замість цього пасмо втратила силу і поміняла колір зі світлого на темний, тому Готель викрала дитину і виховала його, як свого, ніколи не випускаючи на вулицю. Кожен рік в свій
день народження, Рапунцель бачила в небі ліхтарики, і їй дуже хотілося дізнатися звідки вони. Вона не знала що запускали ліхтарики король, королева і жителі королівства в надії що зникла принцеса повернеться.
Минуло 18 років. Рапунцель зросла, а її волосся відросло до 21-го метра. Вона все ще мріяла побачити ліхтарики, але Готель завжди говорила, що зовнішній світ повний страшних і злих людей. Одного разу в башту забирається знаменитий злодій королівства Флін Райдер. Рапунцель оглушає його сковорідкою і пов'язує своїми волоссям, а коли він прокидається, пропонує йому операцію: він допоможе їй вибратися з вежі і покаже місце, звідки випускають літаючі ліхтарики, і тоді вона віддасть йому сумку з короною (Рапунцель знайшла її, поки Флін був без свідомості). Спочатку Флін відмовляється, але потім погоджується. По дорозі вони зустрічають розбійників, у кожного з яких глибоко в душі живе мрія, рятуються від гвардійців на старій греблі, борються з Готель і її помічниками, і врешті-решт знаходять все найзаповітніше.

### Рапунцель: Щаслива назавжди
У чарівному королівстві грандіозне свято: Рапунцель йде під вінець! Всі затамувавши подих чекають урочистої хвилини. Але весільна церемонія загрожує обернутися катастрофою: кінь Максимус і хамелеон Паскаль втрачають вінчальні кільця. У них залишається всього кілька хвилин, щоб знайти втрачені кільця.
.

### Рапунцель: Заплутана історія. Стежка до щастя
Рапунцель довгий час перебувала у високій башті, де її заточила зла чаклунка Готель, поки до неї не пробрався лихий авантюрист Юджин. З того самого моменту її життя повністю змінилося і наповнилося незабутніми пригодами, а ще вона змогла дізнатися таємницю свого народження і знайти справжню родину. Тепер Рапунцель відшукала своїх батьків і оселилася в їхньому розкішному палаці, однак на цьому її пригоди не закінчилися. Її батько готувався до важливої події — він планував передати свою корону і трон єдиній спадкоємиці. Але відчайдушній і норовливій красуні здалося надто нудним це життя, тому вона вирішила ненадовго покинути замок, відправившись в чергову подорож зі своїм старим приятелем — Юджином. І компанію їм склали їх чотириногі друзі — впертий і правдолюбивий кінь Максимус, а також відданий і моторний хамелеон на прізвисько Паскаль. Крім того, з ними вирушила служниця принцеси — Кассандра.

### Інші появи
Як і всі інші персонажі мультфільмів Діснея, образ Рапунцель використовується в супутніх товарах.
Рапунцель стала однією з головних героїв гри «Tangled: The Video Game» для Nintendo Wii і Nintendo DS для Disney Interactive Studios, де є ігровим персонажем. Рапунцель і Флінн беруть участь у фігурних шоу Діснея на льоду Dare to Dream і Treasure Trove..
Також з'явилася на кілька секунд у мультфільмі «Крижане серце» (В одній зі сцен пісні «За 100 років це уперше»).